# Ophiorrhiza pectinata
Ophiorrhiza pectinata är en måreväxtart som beskrevs av George Arnott Walker Arnott. Ophiorrhiza pectinata ingår i släktet Ophiorrhiza och familjen måreväxter. Inga underarter finns listade i Catalogue of Life.